# Coelioxys scioensis
Coelioxys scioensis is een vliesvleugelig insect uit de familie Megachilidae. De wetenschappelijke naam van de soort is voor het eerst geldig gepubliceerd in 1879 door Gribodo.